# Alex Maloney
Pour les articles homonymes, voir Maloney.
Alex Maloney est une skipper néo-zélandaise née le 19 mars 1992. Elle a remporté avec Molly Meech la médaille d'argent du 49er FX féminin aux Jeux olympiques d'été de 2016 à Rio de Janeiro.